# Nymphon gracilipes
Nymphon gracilipes is een zeespin uit de familie Nymphonidae. De soort behoort tot het geslacht Nymphon. Nymphon gracilipes werd in 1875 voor het eerst wetenschappelijk beschreven door Miers. 